# Furie à Belfast
Furie à Belfast est un roman d'espionnage de la série SAS, portant le no 36 de la série, écrit par Gérard de Villiers.
Publié en 1974 aux éditions Plon / Presses de la Cité, il a été, comme tous les SAS parus au cours des années 1970, édité à 100 000 exemplaires en France lors de la première édition.
Évoquant directement le conflit nord-irlandais, l'action se déroule courant 1974 à Belfast et Dublin, en Irlande.

## Personnages principaux
- Malko Linge
- Bill Lynch : agent de la CIA travaillant sous couverture.
- Tulla Lynch : fille de Bill Lynch.
- Mme Lynch
- Maureen Keene : amie de Tulla Lynch.
- Conor Green
- « Big Lad »
- « One hand » Bryan
- Gordon
- Major Jasper
- Tom Barlycorn
- Trevor McGuire

## Résumé
Alors que le conflit nord-irlandais est intense, Bill Lynch, agent de la CIA travaillant sous la couverture du United Fund for Northern Ireland), veut vérifier une information relative à une cache d’armes située dans une distillerie de whisky. Le repaire est gardé par des membres de l’IRA et il est arrêté. Plongé dans une cuve, il est noyé.
Sous la même couverture d'un membre du United Fund for Northern Ireland, Malko est envoyé en Irlande pour tenter de le retrouver. Il fait la connaissance de la fille du disparu, Tulla Lynch, et d'une amie de celle-ci, Maureen Keene. Bien que jeunes, toutes deux sont des activistes déterminées de l'IRA provisoire. Maureen travaille comme serveuse dans un restaurant. Tulla confectionne des bombes artisanales dans sa chambre. L'une de ses bombes explose, dévastant l'appartement et la blessant. Malko est très attiré sexuellement par Maureen, « gardée » par des amis de l'IRA, « Big Lad » et Bryan. À la suite d'une soirée au domicile de Maureen, il découvre une kalachnikov dont il relève le numéro de série.
Le major Jasper, de la Special Branch de police britannique, l'informe qu'un mystérieux informateur lui livre les identités et adresses de membres haut placés de l'IRA. Quelques jours après, pour « venger » la mort de son père, Tulla fait une action d'éclat. Avec l'aide d'un ami, elle tire sur un groupe de jeunes Nord-Irlandais, tuant l'un et en blessant deux autres. Elle est incarcérée à la prison d'Armagh. Maureen invite Malko à son domicile, puis l'emmène dans le manoir de ses parents. Là, elle a réuni le petit groupe d'activistes qui a décidé avec elle de s'attaquer frontalement à la prison d'Armagh et de délivrer Tulla. Malko est requis d'office et on le menace de mort s'il n'accompagne pas le groupe. Le lendemain, le groupe part en direction de la prison. L'attaque est sanglante. Plusieurs militaires et gardiens de prison sont tués ou blessés, deux activistes de l'IRA sont tués (dont « Big Lad » et Gordon), mais Tulla est libérée.
Une fois rendue au point de ralliement, Maureen est informée que Malko est fortement soupçonné d'être un traître et d'agir pour la Special Branch de la police britannique. Pendant ce temps Malko emmène Tulla au domicile de Conor Green, le chef de l'antenne de la CIA à Belfast, puis se rend au point de ralliement. Tulla est capturée par les membres de l'IRA officielle et Malko est sommé de se rendre en un endroit s'il veut éviter la mort de la jeune femme. Là, il est capturé par Tom Barlycorn, un tueur de l'IRA. Libérée, Tulla apprend l'arrestation de Malko et son sort funeste. Elle décide de se rendre à la police pour révéler l'endroit où il est retenu prisonnier. Elle est néanmoins reconnue par des soldats anglais et grièvement blessée par balle. Emmenée à l'hôpital, elle révèle à Conor Green l'emplacement du lieu de détention de Malko.
Au moment où Malko va être exécuté d'une balle dans la nuque, les policiers britanniques et Conor Green interviennent. Les activistes de l'IRA s'échappent. Malko parvient à découvrir qui est l'homme qui a dénoncé ses camarades depuis plusieurs mois et qui a voulu le tuer, c'est Trevor McGuire. Malko sait que Maureen va tenter de le tuer. Il suppose qu'elle va lui tirer dessus depuis un immeuble en construction en face de son hôtel. Le même soir, il se met en position d'attente. Il voit Maureen se placer en position de tir, intervient, la maîtrise et l'emmène au QG de la Special Branch. Il lui fait écouter les bandes audio sur lesquelles a été enregistrée la voix du délateur de l'IRA. Elle reconnaît la voix de Trevor McGuire. Malko lui révèle le dessous des cartes. McGuire est un agent soviétique infiltré au sein de l'IRA. C'est lui qui veut éliminer les activistes libéraux non communistes et qui a fait venir des armes d'Union Soviétique.
Dans le dernier chapitre, Malko et Maureen se rendent dans la distillerie dans laquelle Malko soupçonne que McGuire a trouvé refuge. Malko fait exploser des cuves de moût de whisky. McGuire meurt asphyxié des vapeurs du moût. Malko prend son cadavre et l'emmène au major Jasper, en échange de la liberté de Tulla. Celle-ci est effectivement libérée. Maureen confie à Malko son souhait de continuer la lutte.

## Autour du roman
Malko reviendra en Irlande presque vingt ans après dans Au nom d'Allah (1993).